# Erich Koch-Weser
Ne doit pas être confondu avec Erich Koch.
Pour les articles homonymes, voir Koch.
Erich Koch-Weser est un homme politique allemand, né le 26 février 1875 à Bremerhaven (Empire allemand) et mort le 19 octobre 1944 à Rolândia (Brésil).
Membre du Parti démocrate allemand (le DDP), il est ministre de l'Intérieur en 1921 puis ministre de la Justice de 1928 à 1929.

### Ouvrages
- Russland von heute – Reisetagebuch eines Politikers, 1928, réimprimé chez Aschenbeck & Holstein Verlag, Delmenhorst/Berlin 2003.
- Und dennoch aufwärts – Eine deutsche Nachkriegs-Bilanz, Ullstein, Berlin 1933.
- Hitler and beyond. A German testament, A. Knopf, New York 1945.